# La Colomina (Conques)
La Colomina és un paratge del terme municipal d'Isona i Conca Dellà, a l'antic terme de Conques.
El lloc és al sector més meridional de la part central del municipi, al sud-oest de la vila de Conques. És a l'esquerra del riu de Conques i en el vessant septentrional del Serrat de Carreró